# Guglielmo Contardi
Guglielmo Contardi (XII secolo – 1251) è stato un vescovo cattolico italiano, vescovo di Brugnato dal 1230 al 1251 e di Noli dal 1239 al 1245.

## Biografia
La Diocesi di Noli fu eretta nell'anno 1239 su richiesta della Repubblica di Genova e del cardinale Giacomo Pecorara (vescovo di Palestrina), come riconoscimento alla città di Noli per la fedeltà dimostrata verso i genovesi e per rendere indipendenti i nolesi dall'autorità del vescovo di Savona. Papa Gregorio IX acconsentì alla richiesta incaricando Guglielmo, vescovo di Brugnato, di occupare la nuova cattedra episcopale, pur continuando a mantenere la precedente, dove era stato eletto nel 1230. Guglielmo mantenne entrambe le sedi vescovili sino al 1245, quando per decreto di papa Innocenzo IV divenne semplice amministratore della diocesi di Noli (continuando ad essere vescovo di Brugnato) fino a che si fosse trovato un successore, cosa che avvenne nel 1248.